# Apetinus medius
Apetinus medius är en skalbaggsart som beskrevs av Scott 1908. Apetinus medius ingår i släktet Apetinus och familjen glansbaggar. Inga underarter finns listade i Catalogue of Life.